# Kensuke Tanabe
Kensuke Tanabe (田邊 賢輔 Tanabe Kensuke, nacido el 26 de enero de 1963 en Ikeda, Osaka, Japón) es diseñador y productor japonés de videojuegos que trabaja para Nintendo. Después de graduarse en el Departamento de Planificación Visual Conceptual de la Universidad de las Artes de Osaka, decidió entrar en la industria de los videojuegos y se unió a Nintendo en abril de 1986. Al principio, Tanabe formó parte de la división Entertainment Analysis and Development. Dirigió los juegos de plataforma Yume Kōjō: Doki Doki Panic y Super Mario Bros. 2, y trabajó en los guiones para las aventuras de acción The Legend of Zelda: A Link to the Past y The Legend of Zelda: Link's Awakening. En 2003, Tanabe cambió a la división de Planificación y Desarrollo de Software, donde se convirtió en el gerente del Grupo de Producción No. 3. En los últimos años, se ha convertido en productor y ha gestionado el desarrollo de videojuegos para Nintendo, como la aventura Metroid Prime en primera persona.

## Obras
- Yume Kojo: Doki Doki Panic (1987) - Director, Diseñador del curso
- Super Mario Bros. 2 (1988) - Director, Diseñador de cursos
- The Legend of Zelda: A Link to the Past (1991) - Escenario Writer
- The Legend of Zelda: Link's Awakening (1993) - Escenario Writer
- Stunt Race FX (1994) - Diseñador de mapas
- Kirby's Dream Course (1994) - Diseñador de mapas
- Super Mario World 2: Yoshi's Island (1995) - Gracias especiales
- Kirby's Dream Land 2 (1995) - Diseñador de mapas
- Kirby's Block Ball (1995) - Supervisor
- Donkey Kong Country 2: Diddy's Kong Quest (1995) - Agradecimientos especiales
- Super Mario RPG (1996) - Asesor del guion
- Pilotwings 64 (1996) - Agradecimientos especiales
- Kirby Super Star (1996) - Consejero
- BS Super Mario USA Power Challenge (1996) - Diseño original
- The Legend of Zelda: Ocarina of Time (1998) - Escenario Writer
- Super Smash Bros. (1999) - Especial agradecimiento
- Kirby 64: The Crystal Shards (2000) - Subgerente
- Pikmin (2002) - Especial agradecimiento
- Hamtaro: Ham-Hams Unite! (2002) - Asesor
- Metroid Prime (2002) - Coproductor
- Metroid Prime 2: Echoes (2004) - Productor
- Metroid Prime: Hunters (2006) - Productor
- Metroid Prime 3: Corruption (2007) - Productor
- Super Smash Bros. Brawl (2008) - Productor
- Excitebots: Trick Racing (2009) - Productor
- Aura-Aura Climber (2010) - Productor Asociado
- Donkey Kong Country Returns (2010) - Productor
- Dillon's Rolling Western (2012) - Productor
- Paper Mario: Sticker Star (2012) - Productor
- Donkey Kong Country Returns 3D (2013) - Productor
- Donkey Kong Country: Tropical Freeze (2014) - Productor
- Chibi-Robo! Zip Lash (2015) - Productor
- Mario & Luigi: Paper Jam (2015) - Supervisor
- Mini Mario & Friends: Amiibo Challenge (2016) - Productor
- Metroid Prime: Federation Force (2016) - Productor
- Papel Mario: Color Splash (2016) - Productor
- Metroid Prime 4 (TBA) - Productor